# Aix-en-Pévèle
Aix-en-Pévèle [ɛks ɑ̃ pevɛl] ist eine französische Gemeinde mit 1.348 Einwohnern (Stand: 1. Januar 2022) im Département Nord in der Region Hauts-de-France. Sie gehört zum Arrondissement Douai und zum Kanton Orchies. Die Einwohner werden Aixois(es) genannt.
Die ursprünglich mit dem Namen Aix bezeichnete Gemeinde änderte ihre Bezeichnung mit Erlass N° 2018-956 vom 5. November 2018 auf den aktuellen Namen Aix-en-Pévèle.

## Geographie
Aix liegt etwa 20 Kilometer nordöstlich von Douai an der Grenze zu Belgien, die vom Flüsschen Elnon gebildet wird. Umgeben wird Aix von den Nachbargemeinden Mouchin im Norden, Brunehaut (Belgien) im Nordosten, Rumegies im Osten, Saméon im Südosten, Landas im Süden sowie Nomain im Westen.

## Bevölkerungsentwicklung
| Jahr                       | 1962 | 1968 | 1975 | 1982 | 1990 | 1999 | 2006 | 2020 |
| Einwohner                  | 658  | 579  | 644  | 690  | 777  | 933  | 1043 | 1368 |
| Quellen: Cassini und INSEE |      |      |      |      |      |      |      |      |

## Religion
Nachdem 1820 in Nomain ein erster Versammlungsraum der Baptisten entstanden war, wurde 1821 im Dorf die erste typische baptistische Kirche Frankreichs erbaut. Etwas später kamen noch weitere baptistische Kirchen in der Umgebung dazu, zu deren Mitgliedern rege Beziehungen gepflegt wurden. Die evangelistischen Bemühungen und der Zuwachs von Personen, die die baptistische Form des evangelischen Glaubens annahmen, gingen vor allem von Henri Pyt (1796–1835) und Jean-Baptiste Ladam (1789–1846) aus.

## Sehenswürdigkeiten
- Kirche Saint-Laurent, ursprünglich aus dem 15. Jahrhundert, Umbauten im 17. Jahrhundert, Glockenturm aus dem 11. Jahrhundert
- Calvaire
- Bauernhof mit Mühle Le Marais aus dem 18. Jahrhundert

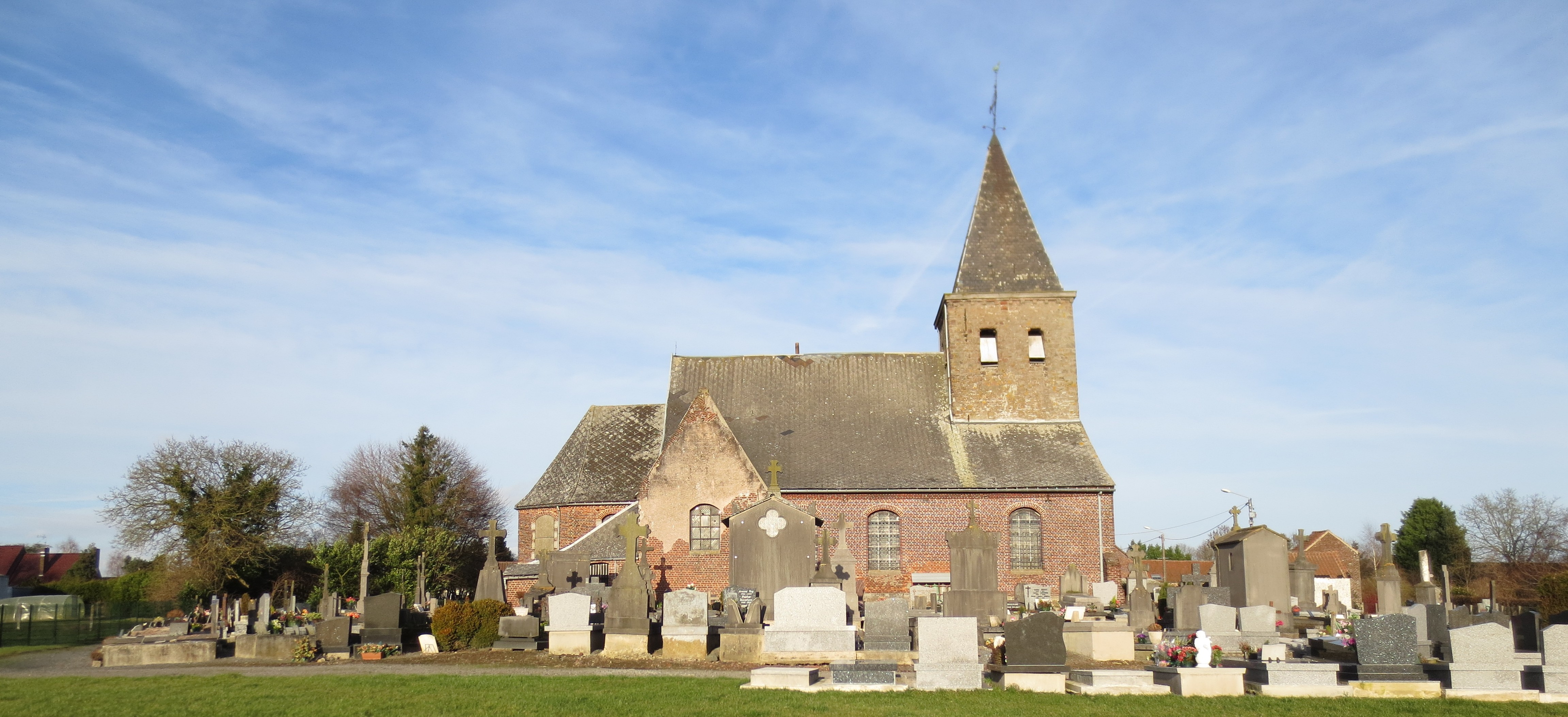
Kirche Saint-Laurent
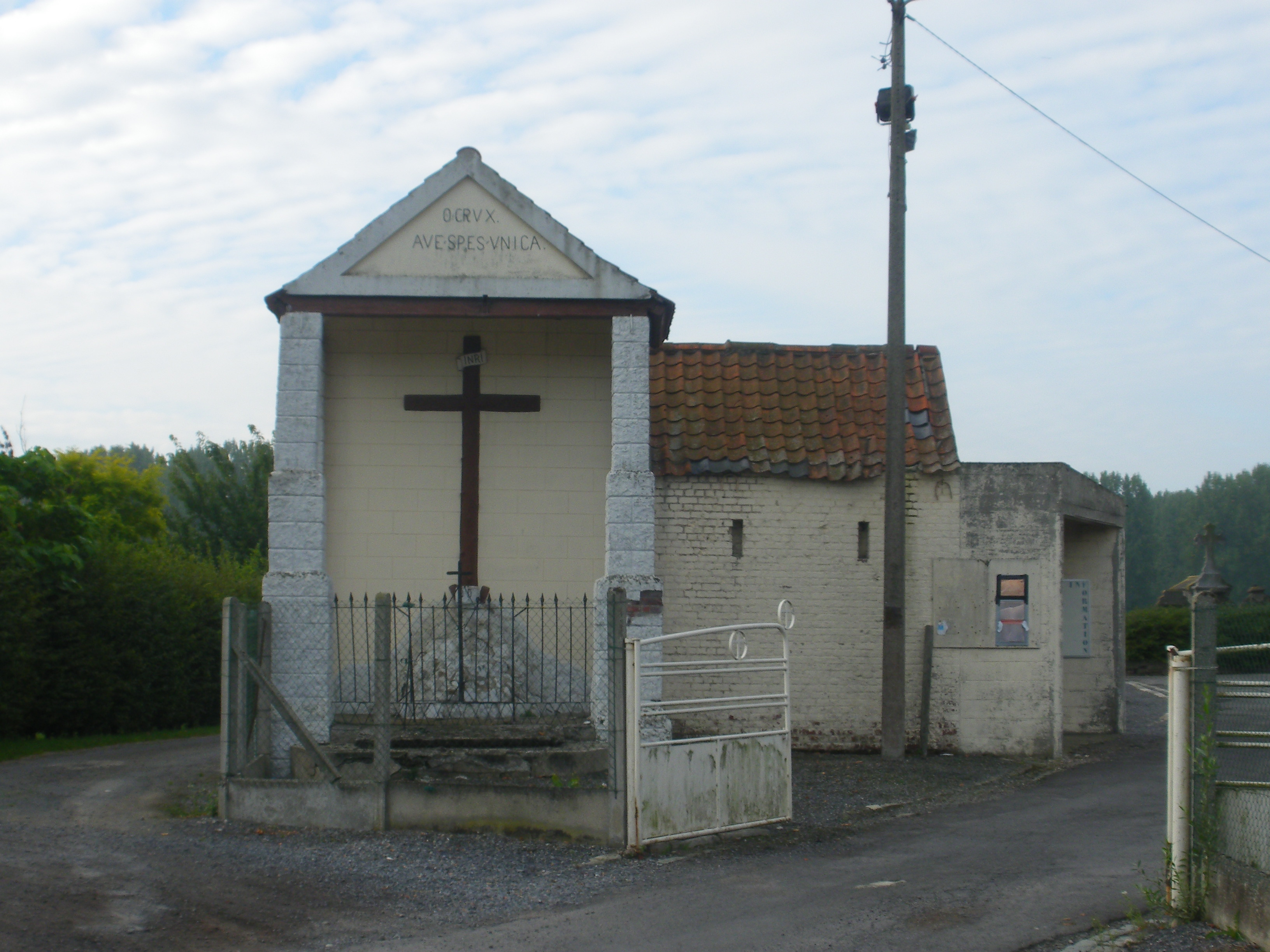
Friedhofskapelle